# 阿蒂
阿蒂（法語：Athies，法語發音：[ati]）是法国上法蘭西大區加来海峡省的一个市镇，属于阿拉斯区。

## 地理
阿蒂（50°18'9"N, 2°50'10"E）面积4.34 平方千米，位于法国上法蘭西大區加来海峡省，该省份为法国北部沿海省份，西北濒北海，南至索姆省，东临北部省。
与阿蒂接壤的市镇（或旧市镇、城区）包括：巴约勒锡尔贝图、圣洛朗-布朗日、方普、弗希、加夫雷勒。

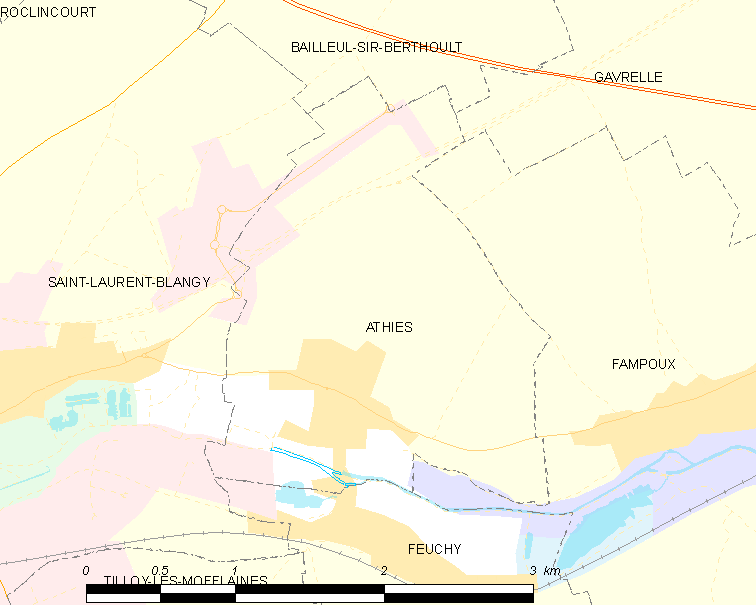
阿蒂的OSM定位图

阿蒂的时区为UTC+01:00、UTC+02:00（夏令时）。

## 行政
阿蒂的邮政编码为62223，INSEE市镇编码为62042。

## 政治
阿蒂所属的省级选区为阿拉斯第二县。

## 人口

1962-2008年间阿蒂人口变化图示

阿蒂于2022年1月1日时的人口数量为1049人。